# Bolærne
59°12′37.45″N 10°33′36.61″Ø / 59.2104028°N 10.5601694°Ø
Øgruppen Bolærne, i Ytre Oslofjord ud for Nøtterøy, består af Vestre Bolæren, Mellom Bolæren og Østre Bolæren, samt nogle mindre øer, holme og skær.

## Navnet
Navnet Bolæren ("Bolærne" er flertalsform) kommer antagelig af "borđ", dvs. kant, som kanten på en dug, men her ment som en høj kant mod havet.

## Historie
Bosætningen på Bolærne går ifølge skriftlige kilder tilbage til 1600-tallet. Mellom Bolæren er den største af øerne og havde midt i 1800-tallet 33 fastboende. Frem til 1916 lå øerne under Jarlsberg hovedgård. Da blev Bolærne opkøbt af Norges forsvar i forbindelse med udbygningen af fæstningsanlæg i den ydre Oslofjord, og Bolærne fort blev etableret. Under anden verdenskrig var Bolærne en af underlejrene for hovedlejren Stalag 303 på Jørstadmoen ved Lillehammer, oprettet i 1943 for 290 sovjetrussiske fanger, der blev sat til tungt anlægsarbejde på fæstningen; men i december 1944 blev de fleste fanger erstattet med krigsfanger, der var for syge til at arbejde. De fleste havde tuberkulose, og pga. smittefaren vægrede de tyske soldater sig for at komme indenfor pigtrådsgærdet. Her skulle fangerne være, til de forkom af kulde, sult og sygdom. Først i foråret 1945, da jorden tøede, fik de mulighed for at begrave de døde. Indtil da blev ligene lagt i en papirsæk og båret ned til stranden, hvor tidevandet skyllede dem ud i fjorden.
Da øen blev befriet 10. maj 1945, fortalte de besøgende, at de havde gået i afføring, for hele området var aftræde. Ved siden af tuberkulose havde mange af fangerne dobbeltsidig lungebetændelse, og de fleste døde på sygehuset de to første uger efter freden. Lighuset på Tønsbergs sygehus skal have været så overfyldt, at døde krigsfanger blev lagt ud på verandaen. Så kom den kolde krig, og igen blev de tre øer forbudt område, hvor kun militært personale havde lov til at gå i land. I 1953 blev gravene på Mellom Bolæren tømt og flyttet til Vestre gravlund i Oslo af frygt for, at sovjetiske myndigheder ville bruge gravstedet som et påskud for spionage. Lokalt gik rygterne om fund af benrester, og at der var flere døde end de 28 på listen. Arkæologen Cathrine Stangebye Engebretsen fandt i 2012 rester, der tyder på, at gravene ikke er blevet helt tømt, og kontaktede den norske krigsgravtjeneste. Hun fik til svar, at gravfreden ikke gælder, hvis gravene er tømt, og levningerne flyttet. Den træder heller ikke i kraft igen, selv om der dukker levninger op. Da NRK kontaktede Krigsgravtjenesten i 2020, var svaret stadig det samme.
Nøtterøy kommune overtog Mellom Bolæren i 2004.